# Osbornellus rarus
Osbornellus rarus är en insektsart som beskrevs av Delong 1941. Osbornellus rarus ingår i släktet Osbornellus och familjen dvärgstritar. Inga underarter finns listade i Catalogue of Life.